# Adrian Cole
Pour les articles homonymes, voir Cole.
Adrian Lindley Trevor « King » Cole, né le 19 juin 1895 à Glen Iris et mort le 14 février 1966 à Melbourne, est un aviateur et haut commandant australien.
Membre fondateur de la Force aérienne royale australienne (RAAF), il compte dix victoires lors de la Première Guerre mondiale et reçoit la Croix militaire et de la Distinguished Flying Cross.
Pendant la Seconde Guerre mondiale, il dirige la région nord-ouest de Darwin et organise une série de missions à l'étranger. Il supervise notamment une partie du Débarquement de Dieppe.